# Lagoa Seca (Adamantina)
Lagoa Seca é um bairro rural (área urbana isolada) do município brasileiro de Adamantina, no interior do estado de São Paulo.

## Geografia

### Demografia

#### População urbana
| Crescimento população urbana | Crescimento população urbana | Crescimento população urbana | Crescimento população urbana |
| Censo                        | Pop.                         |                              | %±                           |
| ---------------------------- | ---------------------------- | ---------------------------- | ---------------------------- |
| 2010                         | 136                          |                              | —                            |
| Fonte: IBGE e Fundação SEADE |                              |                              |                              |

Até o Censo 2010 (IBGE) Lagoa Seca era classificado pelo IBGE como área urbana isolada do distrito sede.

### Rodovias
O principal acesso ao bairro é a estrada vicinal Adamantina - Lagoa Seca - SP-541.

## Serviços públicos

### Saneamento
O serviço de abastecimento de água é feito pela Companhia de Saneamento Básico do Estado de São Paulo (SABESP).

### Energia
A responsável pelo abastecimento de energia elétrica é a Energisa Sul-Sudeste, antiga Vale Paranapanema (distribuidora do grupo Rede Energia).

## Atividades econômicas

### Usina de açúcar e álcool
Ao lado do bairro está instalada a Usina Branco Peres, importante fonte de geração de emprego e renda.

## Religião
O Cristianismo se faz presente no bairro da seguinte forma:

### Igreja Católica
- A igreja faz parte da Diocese de Marília[11].

### Igrejas Evangélicas
- Assembleia de Deus - O povoado possui uma congregação da Assembleia de Deus Ministério do Belém, vinculada ao Campo de Adamantina[12][13].